# Всеукраїнська школа льотчиків

Група курсантів школи біля літака

Всеукраїнська школа льотчиків — навчальний заклад товариства сприяння обороні, авіації і хімії (скорочено ТСОАВІАХІМ, рос. ОСОАВИАХИМ) з первинної підготовки пілотів для цивільної і військової авіації, який діяв у Полтаві в 1930-х роках XX століття.

## Історична довідка
Створена в 1931 році як Центральна Всеукраїнська школа пілотів ТСОАВІАХІМу. Штаб школи знаходився в будинку по вулиці Соборності, 38. Льотне поле — недалеко від Сінної площі, на території колишнього іподрому в Романівському парку (нині тут знаходиться стадіон «Ворскла» імені Олексія Бутовського).
В 1931—1932 роках начальником льотно-навчальної частини школи був відомий полярний льотчик Сигізмунд Олександрович Леваневський.
В 1932 році школа пілотів ТСОАВІАХІМу була переформована у Всеукраїнську школу льотчиків. Начальником школи льотчиків був військовий льотчик Перльштейн, керівником льотної частини — полярний льотчик, Герой Радянського Союзу Олексій Миколайович Граціанський.
Випускникам Полтавської школи льотчиків в різний час були полярні льотчики І. Г. Бахтінов, М. В. Пліш, військовий льотчик М. І. Кукушкін, старший брат льотчика-космонавта Григорія Берегового Віктор Тимофійович Береговий, репресований в роки сталінських репресій.
Розформована імовірно в 1937 році.

## Галерея

Начальник школи Перльштейн (ім'я та по-батькові невідомі)
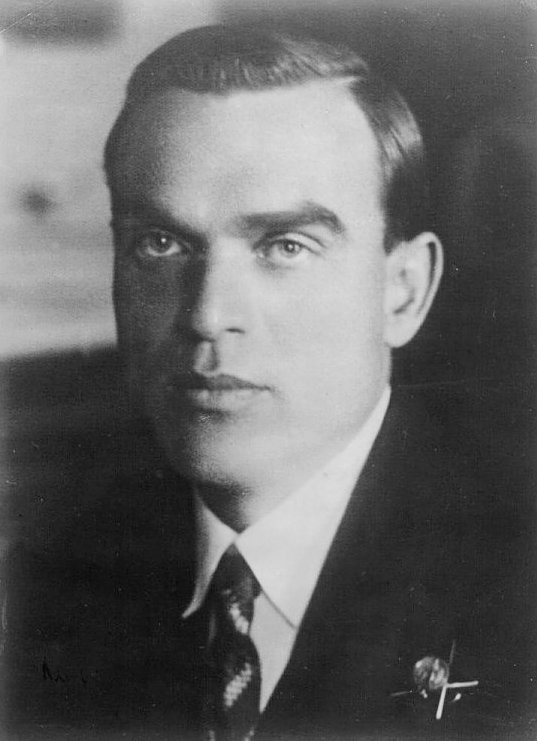
Начальник льотно-навчальної частини (1931—1932 рр.) Леваневський С. О.
Начальник льотно-навчальної частини (1932—1933 рр.) Граціанський О. М.
Випускник 1935 року Береговий Віктор Тимофійович

Фото 2-го випуску льотчиків-інструкторів (1934—1935 рр.)
Група льотчиків-інструкторів. 1935 р. Крайній ліворуч Бахтінов І. Г.